# Обсерваторія Белоградчик
Астрономічна обсерваторія Белоградчик — астрономічна обсерваторія, що належить і управляється Інститутом астрономії Болгарської академії наук. Обсерваторія розташована поблизу міста Белоградчик на північному заході Болгарії, біля підніжжя Західних Балканських гір. Інша обсерваторія цього ж інституту — Роженська обсерваторія.

## Історія
Обсерваторія Белоградчик побудована в 1961 році групою ентузіастів астрономії на чолі з учителем фізики середньої школи, а пізніше доцентом Софійського університету Христо Костовим. Вона стала першою шкільною обсерваторією в Болгарії. Офіційна церемонія відкриття відбулася 21 червня 1965 року її першим директором Олександром Томовим. На відкритті були присутні більшість провідних болгарських астрономів того часу - академік Нікола Бонев, професори Маліна Попова і Цветан Бончев, доцент Богоміл Ковачев, а також Христо Костов, який на той час вже став доцентом і університеті. 
З 1964 по 1974 роки обсерваторія використовувалась як допоміжна спостережна база для відстеження радянських супутників в епоху космічної гонки. Наприкінці 1960-х років були побудовані додаткові робочі кабінети, які прилягали до аудиторії та куполу. З 1964 по 1988 рік директором обсерваторії був Томов, який спирався на радянський досвід розвитку інфраструктури обсерваторії та реалізував багато методів радянської астрономічної школи. Обсерваторія співпрацювала з багатьма науковцями Астрономічного інституту імені Штернберга та Академії наук СРСР, зокрема академіком Б. О. Воронцовим-Вельяміновим.
У 1976 році Болгарська академія наук взяла на себе керівництво обсерваторією. Відтоді обсерваторія використовувалася виключно для наукових досліджень у співпраці з астрономами кафедри астрономії Фізичного факультету Софійського університету та членами іноземних інститутів.
Протягом 1990-2000-х років під керівництвом директора обсерваторії Олександра Антова були модернізовані житлові та наукові приміщення, у 1994 році додано менший купол. Потім директором обсерваторії був Антон Стрігачов. 
У липні 2015 року обсерваторія відзначила своє 50-річчя, прийнявши десяту щорічну конференцію Болгарського астрономічного товариства.

## Обладнання
Обсерваторія почала свою діяльність з одного 15-сантиметрового телескопа Кассегрена, який тепер використовується лише для демонстрацій для відвідувачів. 
1969 року його замінив 60-см телескоп Кассегрена, також виробництва Zeiss і встановлений у тому ж 5-метровому куполі. До телескопа приєднаний менший 11-см рефракторний шукач з фокусною відстанню 75 см і полем зору 2 градуси. Між 1969 і 1980 роками це був найбільший телескоп на Балканах, але потім цей телескоп поступився 2-метровому телескопу обсерваторії Рожен. Купівля телескопа коштувала 200 000 левів, що на той момент було дуже великою сумою.  
І 15-см, 1 60-см телескопи були виготовлені німецькою компанією Carl Zeiss. Зв’язки, встановлені з виробником, пізніше допомогли придбати та оснастити інструменти для Болгарської національної обсерваторії Рожен, яка має такий самий 60-см телескоп Кассегрена.  
У 1994 році був доданий ще один 36-см катадіоптричний телескоп системи Шмідта-Кассегрена, розміщений в окремому, меншому куполі.

## Прилади

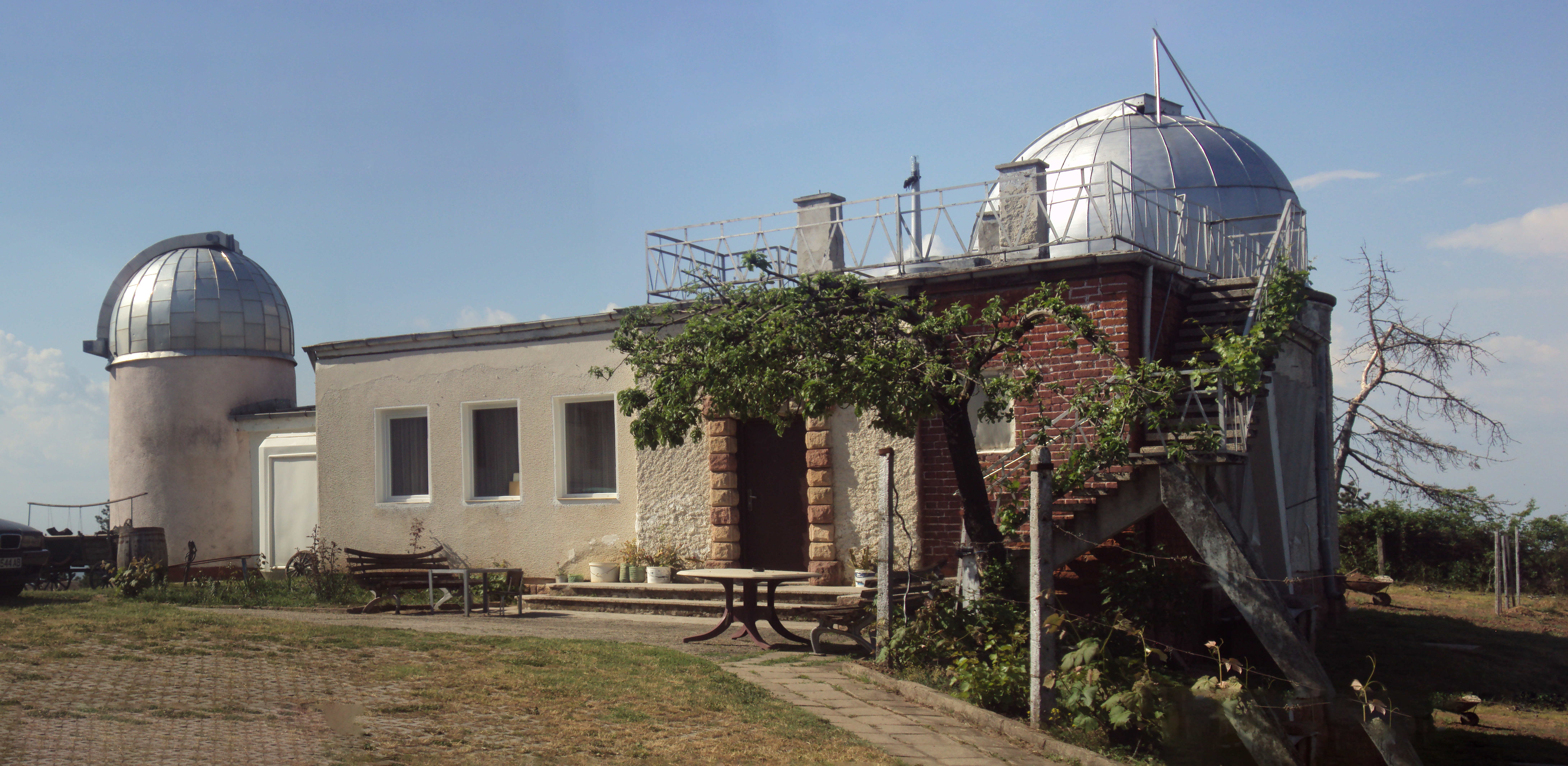
Будівля обсерваторії

У 1973 році був сконструйований і встановлений на головному приладі перший болгарський одноканальний електрофотометр, який працював у режимі підрахунку фотонів, з використанням фотометричної системи фільтрів UBV і п'яти діафрагм (0,5–5 мм). Кілька років потому він був модернізований фотопомножувачем EMI-9789 QA. 
У 1997 році модуль передпідсилювача-дискримінатора фотометра був замінений на новий, виготовлений в Україні. Навіть після купівлі ПЗЗ-камер, його ще продовжували використовувати для яскравих зір. 
З 1997 по 2008 роки використовувалася ПЗС-камера ST-8. 2008 року головний 60-см телескоп був оснащений ПЗС-камерою FLI PL-9000 виробництва Finger Lakes Instrumentation (США) з полем зору 17' x 17'. 
Використовуються стандартні фільтри BVRcIC системи Джонсона-Козінса.

## Спостереження
В 1960-1970-ті роки обсерваторія використовувалася для астрометрії штучних супутників. Між 1964 і 1974 роками було проведено спостереження понад 1000 радянських супутників, і дані були надіслані в Центр управління польотами в Москві для корекції орбіти. 
Пізніше, протягом 1970-х і 1980-х років, були проведені фотоелектричні огляди понад 200 подвійних і кратних галактик з каталогів. Результати увійшли в «Загальний каталог фотоелектричних зоряних величин і кольорів у системі UBV 3578 галактик, яскравіших за 16-ту зоряну величину V (1936-1982)» Лонго, де Вокулера і Корвіна 1983 року. 
Протягом 1990-х років обсерваторія займалася швидкою електрофотометрією змінних зір і спостереженнями малих тіл Сонячної системи, включно зі знаменитою зустріччю комети Шумейкера-Леві 9 з Юпітером у липні 1994 року. 
В 2000-і роки румунські астрономи спільно використовували обсерваторію для астрометричного проєкту, пов’язаного з програмою Gaia, до її запуску в грудні 2013 року. В обсерваторії також був встановлений автоматичний сейсмограф, що використовується румунськими і болгарськими сейсмологами. 
Поточні дослідження включають спостереження змінних зір і блазарів. Проводяться спільні спостереження з Роженською обсерваторією і багатьма східноєвропейськими обсерваторіями.